# Province de Mayabeque
La province de Mayabeque (en espagnol : Provincia de Mayabeque) est une des provinces de Cuba créée en 2011. Sa capitale est la ville de San José de las Lajas.
Elle a reçu pour nom celui du Río Mayabeque (es), qui l'arrose, et de la plage de Mayabeque, située au sud de la province. 
Elle est la plus petite des quinze provinces de Cuba — en dehors de la ville de La Havane, qui constitue une province — et la moins peuplée.

## Géographie

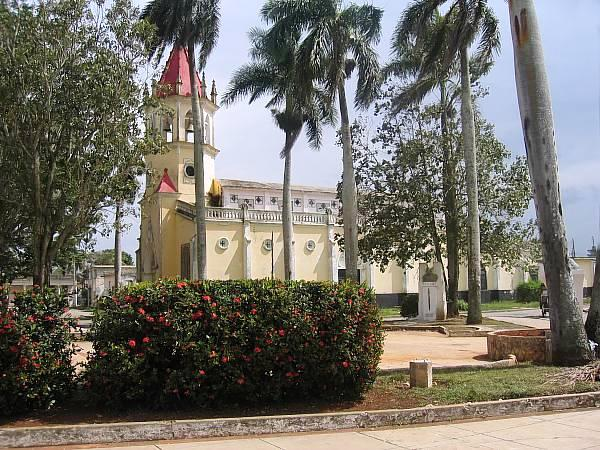
Église catholique de San José de las Lajas.

La province couvre une superficie de 3 743,81 km2 (3,4 % de la superficie du pays) et s'étend dans la partie occidentale de l'île. Elle est limitée au nord par la province de La Havane et le détroit de Floride, à l'est par la province de Matanzas, au sud par le golfe de Batabanó et à l'ouest par la province d'Artemisa.

## Histoire
La création de la province résulte du partage de l'ancienne province de La Havane en deux nouvelles provinces : la province de Mayabeque à l'est et la province d'Artemisa à l'ouest. Elle regroupe onze municipalités de l'ancienne province de La Havane. Cette redistribution est approuvée par l'Assemblée nationale en août 2010 et entre en vigueur le 9 janvier 2011.

## Divisions administratives
La province est subdivisée en 11 municipalités (municipios) :
- Batabanó
- Bejucal
- Güines
- Jaruco
- Madruga
- Melena del Sur
- Nueva Paz
- Quivicán
- San José de las Lajas
- San Nicolás de Bari
- Santa Cruz del Norte